# HR 8799
HR 8799 (HD 218396 / HIP 114189 / GC 32209) és un estel de la constel·lació del Pegàs. De magnitud aparent mitjana +5,96, s'hi troba a 129 anys llum de distància del sistema solar. El 2008 es va anunciar el descobriment de tres planetes extrasolars en òrbita al voltant d'aquest estel, i va ser el primer sistema planetari múltiple del que es va obtenir una imatge directa. Un quart planeta va ser descobert en 2010.

## Característiques físiques
HR 8799 és una estrella blanca de la seqüència principal de tipus espectral A5V amb una temperatura efectiva entre 7.170 i 7.347 K. El seu radi és un 60 % més gran que el del Sol i té una lluminositat 4,9 vegades major que la lluminositat solar. Giravolta sobre si mateixa a una velocitat de rotació de 49 km/s, aquest és un límit inferior, ja que el valor real depèn de la inclinació del seu eix respecte a l'observador terrestre. Amb una massa un 50% major que la massa solar, la seva edat està en el rang comprès entre 30 i 160 milions d'anys, i la millor estimació de la mateixa és 60 milions d'anys.

## Peculiaritat i composició química
HR 8799 és un estel variable que rep la denominació V342 Pegasi. Està catalogada com a variable Gamma Doradus —variables on la fluctuació de lluminositat és deguda a pulsacions no radials de la seva superfície— i com estrella Lambda Boötis —estels de Població I de baixa metal·licitat. És l'únic estel classificat simultàniament com a variable Gamma Doradus i estrella Lambda Bootis que a més presenta un excés en l'infraroig procedent d'un disc circumestel·lar.
HR 8799 presenta una abundància relativa de ferro notablement inferior a la del Sol ([Fe/H] = -0,55). L'anàlisi espectroscòpica revela que els continguts de carboni i oxigen són comparables als solars però mostra un empobriment relatiu de sodi i sofre. Aquesta pauta és característica de les estrelles Lambda Boötis, que mostren una abundància relativament alta d'elements lleugers —carboni, nitrogen, oxigen i sofre— en comparació a elements més pesats, encara que el contingut de sofre en aquests estels és de vegades inferior al solar.

## Sistema planetari
El 2008, un equip de l'Institut Herzberg d'Astrofísica del Canadà va anunciar l'observació directa de tres planetes al voltant d'HR 8799 utilitzant els telescopis Keck i Gemini situats a Hawaii.
La baixa lluminositat dels objectes, al costat de l'edat estimada del sistema, implica que la massa dels planetes està compresa entre 5 i 13 vegades la massa de Júpiter.
Els planetes orbiten l'estel en la mateixa direcció i probablement en el mateix pla, cosa que és consistent amb la seva formació dins d'un disc circumestel·lar. Un quart planeta més intern, descobert el 2010, completa el sistema d'HR 8799. Aquest sistema planetari representa un desafiament per als actuals models de formació planetària, ja que cap d'ells pot explicar la formació in situ dels quatre planetes.
| Nom       | Massa        | Separació projectada | Període orbital | Ràdio        |
| --------- | ------------ | -------------------- | --------------- | ------------ |
| HR 8799 e | 9 ± 4 MJ     | 14,5 ± 0,5 ua        | ~ 18.000 dies   |              |
| HR 8799 d | 10 ± 3 MJ    | 24 ua                | 36.500 dies     | 1,2 ± 0,1 RJ |
| HR 8799 c | 10 ± 3 MJ    | 38 ua                | 69.000 dies     | 1,2 ± 0,1 RJ |
| HR 8799 b | 7 (-2/+4) MJ | 68 ua                | 170.000 dies    | 1,1 ± 0,1 RJ |

El planeta exterior s'hi mou en la vora interna d'un disc circumestel·ar de pols semblant al cinturó de Kuiper del sistema solar. El disc de pols, un dels més massius entre els estels situats a menys de 300 anys llum del Sol, té una massa equivalent al 10% de la massa terrestre i una temperatura aproximada de 50 K.